# Okszów
Okszów (dawn. Okrzów) – wieś w Polsce położona w województwie lubelskim, w powiecie chełmskim, w gminie Chełm.
| SIMC    | Nazwa          | Rodzaj  |
| ------- | -------------- | ------- |
| 0101400 | Okszów-Kolonia | kolonia |

W latach 1954–1972 wieś należała i była siedzibą władz gromady Okszów. W latach 1975–1998 miejscowość administracyjnie należała do województwa chełmskiego. 
Wieś wraz z kolonią Okszów-Kolonia jest sołectwem w gminie Chełm. Według Narodowego Spisu Powszechnego (III 2011 r.) liczyła 1577 mieszkańców i była drugą co do wielkości miejscowością gminy.
Wieś jest siedzibą rzymskokatolickiej parafii św. Maksymiliana Kolbego w Okszowie.

## Historia
Pierwszymi znanymi właścicielami Okszowa byli Michał i Zofia Sobolewscy, którzy w 1761 przekazali folwark bazylianom z Chełma. Z zachowanego inwentarza wynika, że majątek był niewielki, a właściciele mieszkali w skromnym drewnianym dworku. Wśród kolejnych właścicieli wymieniani są: Sidorowscy, Prusinowscy, Michałowscy, Nitawscy, Karpińscy, Wiśniewscy, Zgórscy, Prażmowscy i Malinowscy. Folwark często dzierżawili mieszkańcy Chełma. Według danych ze „Słownika Geograficznego Królestwa Polskiego...” w 1827 wieś Okszów składała się z 12 domów i 60 mieszkańców. W 1864 część dóbr została rozparcelowana. Fragment (130 morgów) kupił również unicki biskup chełmski Michał Kuziemski (według innych źródeł, w 1870 biskup zakupił za otrzymane od rosyjskich władz państwowych 25 tysięcy rubli, całą wieś Okszów). W 1873 folwark składał się z 482 morgów (w tym 188 mórg gruntów ornych i ogrodów, 95 łąk, 70 pastwisk 70, lasów 92 i nieużytków 36). Działał tutaj również browar, dający roczną produkcję o wartość 3000 rubli.
W 1904 r. właścicielem majątku był Konstanty Popiel, a następnie Rosyjski Bank Parcelacyjny. W 1912 r. na gruntach Okszowa powstała cegielnia, której właścicielem był Samuel Dychter. W 1914 r. w zabudowaniach dworskich organizowano późniejszy Legion Puławski. Po I wojnie światowej obiekt przejęło państwo. W marcu 1916 w Okszowie funkcjonowała szkoła powszechna, w której uczyło się 65 dzieci. Zajęcia prowadził Jan Bielski. W 1918 w szkole uczyło się już 80 dzieci. Od 1937 w szkole pracował Marian Plewiński, a w 1939 Maria Skrzypkówna. W 1923 powołano do życia Ludową Szkołę Rolniczą im. Komendanta Józefa Piłsudskiego (obecnie Zespół Szkół Centrum Kształcenia Rolniczego im. Józefa Piłsudskiego), która przejęła teren podworski. Organizatorem szkoły był Zdzisław Szymankiewicz (kierował placówka do 1932). W uroczystościach poświęcenia szkoły w dniu 7 czerwca 1925 uczestniczył osobiście Józef Piłsudski. W czasie II wojny światowej istniał tu jeden z największych obozów jenieckich żołnierzy sowieckich, zorganizowany przez Niemców na okupowanych przez nich ziemiach polskich – Stalag 319. W lipcu 1944 roku siedzibę swoją miał tu sztab 1 Armii Wojska Polskiego z gen. Zygmuntem Berlingiem. W latach 1983–1989 powstał kościół parafialny pw. św. Maksymiliana Marii Kolbego (samodzielną parafię erygowano w 1986).

## Obecnie
W miejscowości znajdują się szkoły: Zespół Szkół w Okszowie (w skład wchodzi m.in. Klasa Przedszkolna oraz 8 klasowa Szkoła Podstawowa) oraz Zespół Szkół Rolniczych (Liceum oraz Technikum). Obie szkoły posiadają dobrze wyposażone sale informatyczne oraz sale gimnastyczne. Dodatkowo szkoła ponadgimnazjalna posiada internat wraz ze stołówką. Znajduje się tutaj dobrze wyposażona Gminna Biblioteka Publiczna. Swojego czasu w ZSCKR znajdowała się filia Uniwersytetu Marii-Curie Skłodowskiej w Lublinie. Kompleks sportowy to dwa boiska trawiaste (jedno o wymiarach przystosowanych do rozgrywania standardowych meczów piłki nożnej), boisko asfaltowe z bramkami i koszami oraz tor saneczkowy. Na terenie miejscowości ulokowane jest jedno osiedle bloków (przy ul. Chełmskiej), które liczy kilka wspólnot mieszkaniowych. Od kilku lat w Okszowie obowiązuje nazewnictwo ulic.
W Okszowie znajduje się murowana kapliczka z 1919 z figurą św. Antoniego Padewskiego oraz 6 domów z okresu międzywojennego.
Najważniejszym obiektem zabytkowym Okszowa jest dawny zespół podworski, wykorzystywany przez szkołę rolniczą. Pierwsze informacje o dworze w Okszowie pochodzą z XVIII w. Na jego bazie wzniesiono w kolejnych stuleciach następne obiekty. Obecnie w dawnym budynku podworskim funkcjonują warsztaty szkolne. Powstały w XIX w. park posiada powierzchnię 9,3 ha i jest gęsto zabudowany obiektami szkolnymi. Znajduje się w nim ok. 1400 drzew i krzewów. Do najczęściej występujących gatunków należą: klon zwyczajny, klon jesionolistny, lipa drobnolistna, topola biała, jesion wyniosły, topola osika, grab pospolity, świerk srebrzysty, świerk pospolity, żywotnik zachodni i modrzew europejski.
Samodzielny ośrodek duszpasterski utworzono w 1986 r., rektorem został ks. Tadeusz Walczuk. Parafia powstała na terenach wyłączonych z parafii pw. Rozesłania Apostołów w Chełmie. W 1981 r. uzyskano zgodę władz na budowę kaplicy oraz punktu katechet. W 1983 r. przy istniejącej już kaplicy, pod pretekstem kontynuowania prac nad wznoszeniem salek katechetycznych, poświęcono plac pod budowę kościoła. W 3 lata później kościół znajdował się w stanie surowym (arch. Andrzej Krzemień z Sandomierza). Sprawowanie Mszy św. rozpoczęto przed 8.06.89 r. Świątynię poświęcił bp Jan Śrutwa 22 października 1989 r. Do parafii należą także miejscowości: Gotówka, Koza Gotówka, Nowiny, Okszów wieś i Okszów kolonia, Stańków wieś i Stańków nadleśnictwo

## Nadbużańskie Święto Pszczoły
Nadbużańskie Święto Pszczoły – doroczna impreza plenerowa, obok Dożynek Powiatowych, najważniejsza impreza powiatu chełmskiego organizowana przez Starostwo Powiatowe w Chełmie i Nadbużański Związek Pszczelarzy, która odbywa się tradycyjnie w pierwszą niedzielę czerwca. Degustacje miodu i potraw regionalnych, koncerty, konkursy z nagrodami i przede wszystkim świetna zabawa przyciągają na doroczne święto pszczelarzy tłumy mieszkańców powiatu chełmskiego i gości z całego regionu. Czekają na nich stoiska na których degustować miód pod każdą postacią, kosztować potrawy regionalne, a przede wszystkim dobrze się bawić. Amatorzy trunków znajdą także coś dla siebie, spróbować mogą miodu pitnego. Na Święto Pszczoły zjeżdżają się pszczelarze, właściciele pasiek, rzemieślnicy i wytwórcy z całego kraju, choć nie tylko, bo rokrocznie Święto Pszczoły ściąga gości z Ukrainy, Białorusi, Słowacji, a nawet Węgier. Ich stoiska tworzą miasteczko namiotowe na terenie Zespołu Szkół Centrum Kształcenia Rolniczego w Okszowie. Podczas uroczystości odbywa się także konkurs na najlepszy miód, pszczelarze wystawiają swoje wyroby do degustacji po czym drogą głosowania ludzie wybierają miód, który najbardziej przypadł im do gustu. Patronat honorowy: Ministra Rolnictwa i Rozwoju Wsi oraz Marszałka Województwa Lubelskiego.